# Carol W. Greider
Carolyn Widney "Carol" Greider (15. travnja 1961., San Diego, Kalifornija) molekularna je biologinja sa Sveučilišta Johns Hopkins. 2009. godine nagrađena je zajedno s Elizabeth Blackburn i Jackom Szostakom, Nobelovom nagradom za fiziologiju ili medicinu za otkriće kako su kromosomi zaštićeni telomerima.

## Vanjske poveznice
- Informacije o Nobelovoj nagradi
- Greider Lab